# Gare de Gakugei-daigaku
La gare de Gakugei-daigaku (学芸大学駅, Gakugei-daigaku-eki) est une gare ferroviaire de la ville de Tokyo au Japon. Elle est située dans l'arrondissement de Meguro. La gare est gérée par la compagnie Tōkyū.

## Situation ferroviaire
La gare de Gakugei-daigaku est située à 4,2 km du terminus de la ligne Tōkyū Tōyoko à Shibuya.

## Histoire
La gare a été inaugurée le 28 août 1927.
Durant l’année fiscale 2018, la gare voit une moyenne de 78,251 passagers utiliser les services chaque jour.

## Service des voyageurs

### Accès et accueil
La gare dispose d'un bâtiment voyageurs, avec guichets, ouvert tous les jours.

### Desserte
La gare de Gakugei-daigaku possède deux quais desservant deux voies. La gare n'accueille que les trains locaux et express.
| 1 | Ligne Tōkyū Tōyoko | pour Jiyūgaoka, Musashi-Kosugi, Kikuna et Yokohama ligne Minatomirai pour Motomachi-Chūkagai |
| 2 | Ligne Tōkyū Tōyoko | pour Naka-Meguro et Shibuya ligne Fukutoshin pour Kotake-Mukaihara et Wakōshi                |

## À proximité
- Poste de Gakugei-daigaku
- Gakudai Koukashita
- Lycée de Tokyo Gakugei-daigaku